# Ukrainische Badminton-Mannschaftsmeisterschaft
Ukrainische Mannschaftsmeisterschaften im Badminton starteten nach dem Zerfall der Sowjetunion 1992. Die Austragung von Juniorenmeisterschaften begann im selben Jahr ebenso wie die Erwachsenenmeisterschaften. Als internationale Titelkämpfe der Ukraine werden die Kharkiv International durchgeführt.

## Die Mannschaftsmeister
| Saison | Mannschaft             |
| ------ | ---------------------- |
| 1992   | Meteor Dnipropetrowsk  |
| 1993   | Meteor Dnipropetrowsk  |
| 1994   | Meteor Dnipropetrowsk  |
| 1995   | Meteor Dnipropetrowsk  |
| 1996   | Meteor Dnipropetrowsk  |
| 1997   | Meteor Dnipropetrowsk  |
| 1998   | Meteor Dnipropetrowsk  |
| 1999   | Meteor Dnipropetrowsk  |
| 2000   | Politechnik Charkiw    |
| 2001   | KNEU Economist Kiew    |
| 2002   | Meteor Dnipropetrowsk  |
| 2003   | KNEU Economist Kiew    |
| 2004   | Meteor Dnipropetrowsk  |
| 2005   | Meteor Dnipropetrowsk  |
| 2006   | Meteor Dnipropetrowsk  |
| 2007   | SHVSM Charkiw          |
| 2008   | SHVSM Charkiw          |
| 2009   | SHVSM Charkiw          |
| 2010   | SHVSM Charkiw          |
| 2011   | Telesens-SHVSM Charkiw |
| 2012   | Telesens-SHVSM Charkiw |
| 2013   | Telesens-SHVSM Charkiw |
| 2014   | Telesens-SHVSM Charkiw |
| 2015   | SHVSM Charkiw          |
| 2016   | SHVSM Charkiw          |
| 2017   | SHVSM Charkiw          |
| 2018   | Dnipro                 |
| 2019   | Papa’s Court           |
| 2020   | nicht ausgetragen      |
| 2021   | Dnipro                 |
| 2022   | nicht ausgetragen      |
| 2023   | Kiew (m) / Charkiw (f) |
| 2024   | Dream Team             |